# Bar Juchne
Bar Juchne ou encore Bar-Yuchnei est un oiseau légendaire gigantesque de la mythologie juive dont la légende raconte que ses ailes sont si grandes qu'elles peuvent cacher le soleil.

## Récit
Le Talmud raconte que l'un des œufs du Bar Juchne tomba de son nid et détruisit 300 cèdres et inonda 60 villages/cités. Après s'être interrogé sur la cause de la chute de l’œuf, et si le Bar Junchne pose normalement ses œufs sur le sol, le Talmud affirme que l'oiseau jeta cet dernier au sol car il est infertile.
Le Talmud émet la possibilité que l'impureté de la nourriture ne pourrait s'appliquer qu'à un volume de nourriture égal à celui de l’œuf du Bar Juchne, avant d'établir que ce volume serait égal à celui d'un œuf de poule.
Il est aussi écrit que cet œuf pourrait être rôti, de même que le Léviathan et Béhémoth, et servit à un banquet des Enfants d'Israël lors de la venue du messie.